# Niphargobates orophobata
Niphargobates orophobata là một loài giáp xác trong họ Niphargidae. Chúng là loài đặc hữu của Slovenia.